# 馬科維西科 (科佐瓦區)
49°23′4″N 25°10′30″E / 49.38444°N 25.17500°E
馬科維西科（烏克蘭語：Маковисько），是烏克蘭的村落，位於該國西部捷爾諾波爾州，由捷尔诺波尔区負責管轄，始建於1938年，面積0.32平方公里，2001年人口64，人口密度每平方公里200人。